# Liste der Baudenkmäler in Mausbach
Die Liste der Baudenkmäler in Mausbach enthält die denkmalgeschützten Bauwerke auf dem Gebiet von Stolberg (Rheinland)-Mausbach (Stolberg) in Nordrhein-Westfalen. Diese Baudenkmäler sind in der Denkmalliste der Stadt Stolberg (Rheinland) eingetragen; Grundlage für die Aufnahme ist das Denkmalschutzgesetz Nordrhein-Westfalen (DSchG NRW).

| Bild                                                 | Bezeichnung                                          | Lage                                            | Beschreibung | Bauzeit | Eingetragen seit | Denkmal- nummer  |
| ---------------------------------------------------- | ---------------------------------------------------- | ----------------------------------------------- | ------------ | ------- | ---------------- | ---------------- |
| BW                                                   | Bunker                                               | Mausbach Fleuth (Im Kirchenerb) Karte           |              |         | 01.07.1997       | 912              |
| St. Barbara Kapelle, Krewinkel                       | St. Barbara Kapelle, Krewinkel                       | Mausbach Krewinkel (Barbara-Kapelle) Karte      |              |         | 22.07.1988       | 528/9/01/-/439   |
| Bruchstein-Hofanlage, Wohnhaus                       | Bruchstein-Hofanlage, Wohnhaus                       | Mausbach Krewinkel 15 Karte                     |              |         | 25.04.1989       | 563/10/09/15/640 |
| Hofanlage, Wohn- und Geschäftshaus                   | Hofanlage, Wohn- und Geschäftshaus                   | Mausbach Kurt-Schumacher-Str. 1 Karte           |              |         | 25.06.1986       | 411/10/03/1/335  |
| Fassade und Kubatur, Gaststätte und Wohnhaus         | Fassade und Kubatur, Gaststätte und Wohnhaus         | Mausbach Kurt-Schumacher-Str. 9 Karte           |              | 1878    | 28.08.1985       | 279/10/03/9/321  |
| ehemalige Schule, Wohn- und Geschäftshaus            | ehemalige Schule, Wohn- und Geschäftshaus            | Mausbach Markusplatz 11 Karte                   |              |         | 22.02.1983       | 19/10/04/11/106  |
| Wohnhaus                                             | Wohnhaus                                             | Mausbach Schroiffstr. 30 Karte                  |              |         | 17.10.1983       | 49/10/05/30/207  |
| Hilfsförstergehöft, Forsthaus und Wirtschaftsgebäude | Hilfsförstergehöft, Forsthaus und Wirtschaftsgebäude | Mausbach Süssendell (Hilfsförstergebäude) Karte |              | 1829    | 28.09.1984       | 171/14/01/-/340  |
| Wohnhaus                                             | Wohnhaus                                             | Mausbach Vichter Str. 1 Karte                   |              |         | 15.01.1987       | 425/10/07/1/498  |
| Wohnhaus                                             | Wohnhaus                                             | Mausbach Vichter Str. 3 Karte                   |              |         | 15.01.1987       | 426/10/07/3/499  |
| Wohnhaus                                             | Wohnhaus                                             | Mausbach Vichter Str. 4 Karte                   |              |         | 15.01.1987       | 430/10/07/4/503  |
| Wohnhaus                                             | Wohnhaus                                             | Mausbach Vichter Str. 8 Karte                   |              |         | 15.01.1987       | 431/10/07/8/504  |
| Wohnhaus                                             | Wohnhaus                                             | Mausbach Vichter Str. 14 Karte                  |              |         | 15.01.1987       | 432/10/07/14/506 |
| Wohnhaus                                             | Wohnhaus                                             | Mausbach Vichter Str. 16 Karte                  |              |         | 15.01.1987       | 429/10/07/16/502 |
| Wohn-Stall-Haus, Wohnhaus                            | Wohn-Stall-Haus, Wohnhaus                            | Mausbach Vichter Str. 21 Karte                  |              |         | 15.01.1987       | 427/10/07/21/500 |
| Bruchstein-Winkelhofanlage                           | Bruchstein-Winkelhofanlage                           | Mausbach Vichter Str. 23 Karte                  |              |         | 15.10.1984       | 178/10/07/23/85  |
| Wohnhaus                                             | Wohnhaus                                             | Mausbach Vichter Str. 24 Karte                  |              |         | 06.05.1987       | 455/10/07/24/507 |
| Wohnhaus                                             | Wohnhaus                                             | Mausbach Vichter Str. 30 Karte                  |              |         | 15.01.1987       | 433/10/07/30/508 |
| Wohnhaus                                             | Wohnhaus                                             | Mausbach Vichter Str. 32 Karte                  |              |         | 15.11.1982       | 3/10/07/32/64    |
| Wohnhaus                                             | Wohnhaus                                             | Mausbach Vichter Str. 33 Karte                  |              |         | 15.01.1987       | 428/10/07/33/501 |
| Wohnhaus                                             | Wohnhaus                                             | Mausbach Vichter Str. 35 Karte                  |              |         | 15.01.1987       | 434/10/07/35/509 |

## Ausgetragene Baudenkmäler
| Bild                     | Bezeichnung              | Lage                                | Beschreibung | Bauzeit | Eingetragen seit | Denkmal- nummer  |
| ------------------------ | ------------------------ | ----------------------------------- | --- | ------- | ---------------- | ---------------- |
| altes Rathaus Gressenich | altes Rathaus Gressenich | Mausbach Gressenicher Str. 18 Karte | Nach einem Dachstuhlbrand in 2018 wurde der Denkmalstatus zwischenzeitlich aufgehoben. Mittlerweile (Stand: 2025) wurde das Gebäude vollständig abgerissen. Auf dem Gelände soll ein moderner Wohnkomplex mit Tiefgarage entstehen. |         | 23.08.2007       | 700/10/02/18/784 |